# Dürrwiesen
Dürrwiesen ist ein Gemeindeteil von Heinersreuth im oberfränkischen Landkreis Bayreuth in Bayern. Dürrwiesen liegt in der Gemarkung Altenplos.

## Geografie
Der ehemalige Weiler ist mittlerweile in der Altenploser Ortsstraße Ernteweg aufgegangen. Sie liegt am Köhlersgraben, einem linken Zufluss des Roten Mains.

## Geschichte
Gegen Ende des 18. Jahrhunderts bestand Dürrwiesen aus einem Anwesen. Die Hochgerichtsbarkeit stand dem bayreuthischen Stadtvogteiamt Bayreuth zu. Die Hofkanzlei Bayreuth war Grundherr des Gutes.
Von 1797 bis 1810 unterstand der Ort dem Justiz- und Kammeramt Bayreuth. Mit dem Gemeindeedikt wurde Dürrwiesen dem 1812 gebildeten Steuerdistrikt Altenplos und der im gleichen Jahr gebildeten Ruralgemeinde Altdrossenfeld zugewiesen. Am 1. Mai 1978 wurde Dürrwiesen im Zuge der Gebietsreform in Bayern nach Heinersreuth eingemeindet.

### Einwohnerentwicklung
| Jahr      | 001819 | 001822 | 001861 | 001871 | 001885 | 001900 | 001925 | 001950 | 001961 | 001970 | 001987 |
| Einwohner | 13     | 11     | 15     | 10     | 6      | 13     | 17     | 14     | 23     | 17     | 21     |
| Häuser    |        | 1      |        |        | 1      | 2      | 2      | 3      | 4      |        | 6      |
| Quelle    | [ 9 ]  | [ 6 ]  | [ 10 ] | [ 11 ] | [ 12 ] | [ 13 ] | [ 14 ] | [ 15 ] | [ 16 ] | [ 17 ] | [ 1 ]  |

## Religion
Dürrwiesen ist evangelisch-lutherisch geprägt und nach Dreifaltigkeitskirche (Neudrossenfeld) gepfarrt.